# Pafos
Pafos ili Paf (grč. Πάφος, Páfos, tur. Baf) je grad na zapadnoj obali Cipra i upravno središte pokrajine Pafos. Smješten je 50 km zapadno od najveće ciparske luke Limassola, a njegova zračna luka je druga po veličini.
On je bio glavni grad Cipra u helenističkom i rimskom razdoblju, o čemu svjedoče brojni spomenici zbog kojih je Pafos upisan na popis svjetske kulturne baštine UNESCO-a.
Osnovna gospodarska djelatnost je turizam koji se posebno razvija nakon 1974. godine; prije je Pafos bio malen i nepoznat grad. Turiste posebno privlači legenda o Afroditinom rođenju. 

## Povijest
Stari Pafos (Πάφος παλαιά, Paleopaphos) smatra se mitološkim mjestom rođenja grčke božice ljubavi i ljepote Afrodite koja je rođena iz morske pjene na obali Cipra. Zbog toga je u antici Afroditin kult postao najvažniji na otoku, a grad Pafos je snažno vezan za njega. Samo ime je grad dobio po sinu Pigmaliona, mitskog kipara čiju je skulpturu Afrodite od slonovače (Galatea) oživjela božica, i s kojom je Pigmalion naposljetku imao sina Pafosa.
Stari Pafos s Afroditinim hramom su sagradili Mikenjani oko 1200. pr. Kr., kasnije kolonizirali Feničani i Grci), a Novi Pafos (današnji grad) s velikom lukom izgradio je Nikokles, posljednji kralj Pafosa iz vremena Aleksandra Velikog. 
Grad je na svojim putovanjima u 1. stoljeću posjetio i sveti Pavao. Djela apostolska (xiii. 6.) navode kako je sv. Pavao pokrstio rimskog upravitelja Sergija Pavla. U gradu je preminuo sveti Hilarion 371. godine.
U srednjem vijeku Pafos je gubio svoju važnost, osobito nakon što su Bizantinci osnovali Nikoziju.
Grad se nakon razvitka turizma 1974. godine oporavlja i naposljetku se čak gradi i Zračna luka, a grad postaje drugi po veličini na otoku. Danas velika Avenija sv. Pavla povezuje dvije najrazvijenije četvrti Pafmosa, stambenu četvrt Ktima s četvrti luksuznih hotela oko srednjovjekovne luke, Kato.

## Znamenitosti
U gradu se, osim mikenskog Afroditinog hrama u Starom Pafosu, nalaze i tzv. Grobnice kraljeva (nekropola iz 4. stoljeća pr. Kr.) sjeverozapadno od grada, gdje su pokapani starogrčki aristokrati. Iz helenističkog i rimskog razdoblja sačuvani su ostaci kazališta (4. stoljeće pr. Kr.), vila od 3. – 5. st. (Dionizova, Orfejeva i Aionova), i rimske guvernerove palače čiji su raskošni mozaici velika turistička atrakcija. Tu su i katakombe iz starokršćanskog razdoblja, a znamenita je i bizantska tvrđava koju su dogradili Mlečani 1570. godine. 
Manastir Chrysorrogiatissa posvećen Gospi od zlatnog nara je osnovan u 12. stoljeću. U njegovoj blizini je manastir Agios Neofytos u kojem se nalaze jedni od najljepših primjera bizantskih fresaka i ikona, a danas i zanimljiv bizantski muzej.
- Helenističko grčko kazalište
- Grobnice kraljeva
- Bizantska crkva na ostacima ranokršćanske bazilike
- "Stup sv. Pavla" za koji je bio vezan i bičevan, ispred crkve Panagia Chrysopolitissa
- Bizantska utvrda u luci

## Gradovi prijatelji
Pafos ima ugovore o partnerstvu s gradovima:
- Hania, Kalamaria, Preveza, Lamia, Krf (grad) i Mitilena (Grčka)
- Anzio, Italija